# Luis de Molina

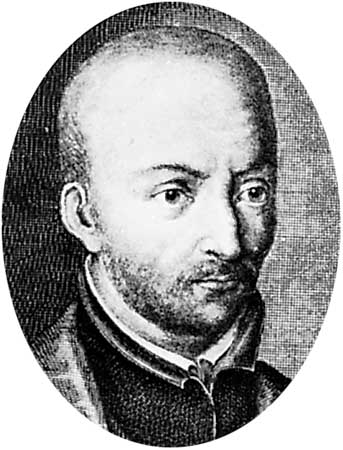
Luis de Molina

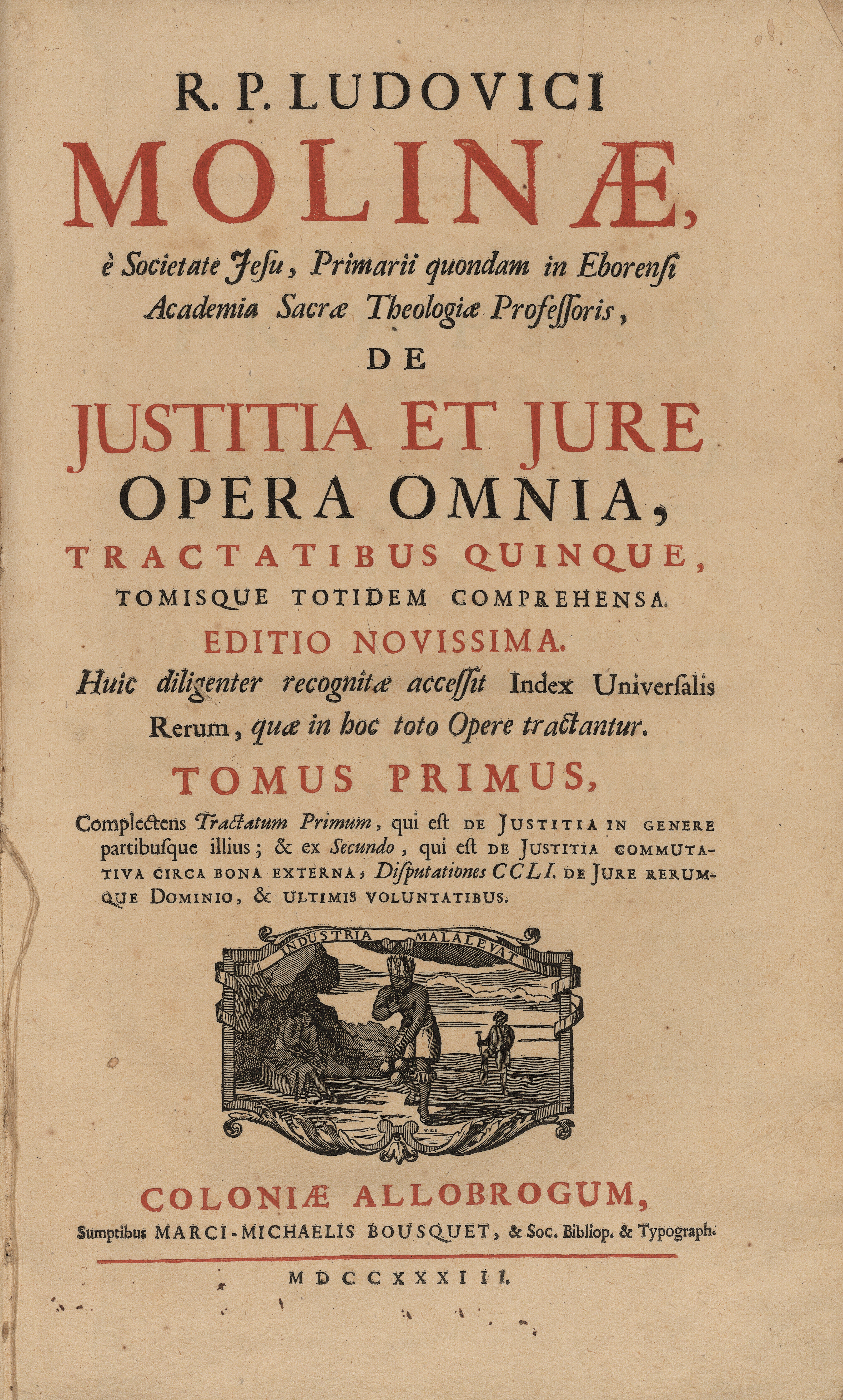
De iustitia et iure, 1733

Luis de Molina, född 1535 i Cuenca, Spanien, död 12 oktober 1600 i Madrid, var en spansk jesuit, professor och universitetslektor i teologi. Hans teologiska lära kallas molinism.
Efter att ha inträtt i jesuitorden vid arton års ålder, studerade han teologi i Coimbra, och utsågs direkt efter examen till professor vid universitetet i Évora, Portugal. I tjugo år undervisade han i thomismen. Han kallades sedan till Madrid för stolen i moralteologi i en särskild skola som jesuiterna öppnat för naturvetenskap och teologi. På den posten avled han innan ett halvår förflutit.
Luis de Molina är berömd för sitt försök att förena den augustinska läran om predestinationen samt om nåden och den fria viljan med den semi-pelagianska åskådningen på dessa ämnen. 1588 utgav han en skrift, Concordia liberi arbitrii cum gratiæ donis, divina præscientia, providentia, prædestinatione et reprobatione, i vilken han lärde att människan visserligen bara kan nå salighet genom den nåd hon kan förvärva genom Kristus, men att denna nåd likväl kommer envar till del som gör vad han kan i kraft av den fria viljan. Således är anledningen, enligt de Molina, till varför den ene vinner saligheten och den andre inte, beroende av nämnda villkor, eller människans självbestämmelse, och att predestinationen följaktligen är den bestämda nådeviljan som Gud känner till i förväg, och den tar hänsyn till människans fria vilja.
Då dominikanerna, vilka förfäktade augustinismen, livligt protesterade mot denna lära (främst pater Domingo Bañez), hänsköts saken till påven Clemens VIII, som tillsatte en kommission, benämnd Congregatio de auxiliis gratise, för att avgöra frågan 1598. Utan resultat upplöstes kommissionen 1607 av påve Paulus V, dock med löfte att han vid lämpligt tillfälle skulle fälla sitt omdöme. I stället för detta utkom 1611 en förordning som förbjöd all vidare strid om denna fråga. Det dröjde likväl inte länge innan striden kom till ännu häftigare utbrott i jansenismen.
Molina var också den som först gav namn åt och närmare utvecklade den av hans lärare Fonseca uppställda teorin om "scientia media Dei", det vill säga Guds vetande om det möjliga, eller om det som under vissa villkor hade kunnat ske, men inte skett.
För att komma till rätta med de misstolkningar av Concordia som gjorts, utgav de Molina en reviderad utgåva av denna, som bär titeln Liberi arbitrii cum gratiæ donis etc. concordia, altera sui parte auctior (1595). Övriga verk av de Molina är en kommentar till första delen av Thomas av Aquinos Summa Theologiae med titeln Commentaria in primum partem D. Thomæ (3 band, 1592) och avhandlingen De jure et justitia (6 band, 1593–1609). Den senare boken, som blivit minst lika betydelsefull som Concordia, utgavs efter hans död, och redogör för generella teorier om lagar samt specifika lagar, där särskilt de om ekonomi fått spridning. I viss mån behandlar den även de juridiska aspekterna av förhållandet mellan kyrkan och staten. Med sin rättsfilosofi har han knutits till Salamancaskolan.

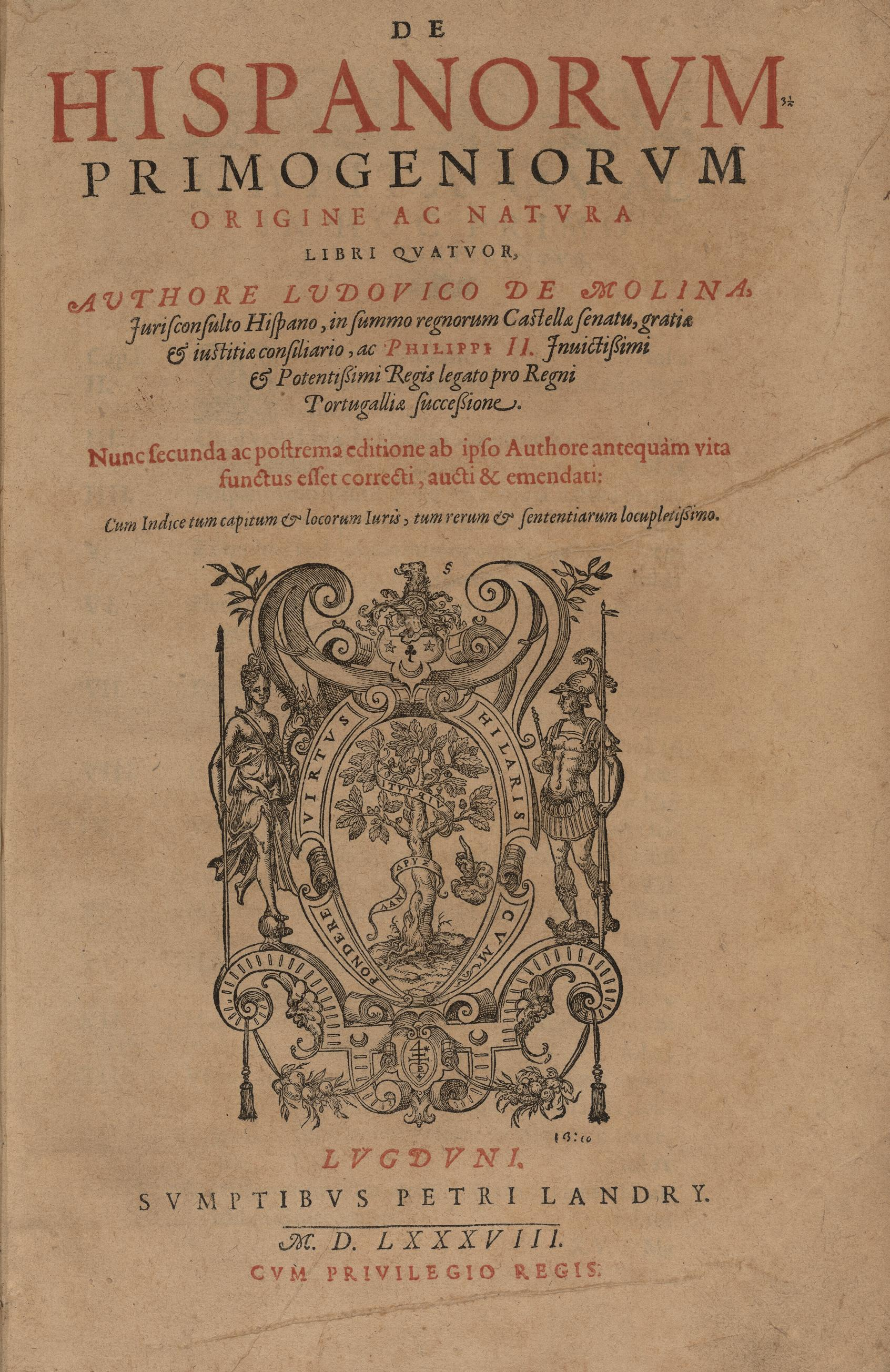
De Hispanorum primogeniorum origine ac natura, 1588